# انتخابات در نائورو
انتخابات در نائورو در سطح ملی برای انتخاب رئیس کشور، رئیس‌جمهور و قوه مقننه که شامل ۱۹ عضو است (در انتخابات ۲۰۱۳ به ۱۸ عضو ارتقاء پیدا کرد) برگزار می‌شود. انتخاب اعضای پارلمان از حوزه انتخابیه به مدت سه سال می‌باشدو رئیس‌جمهور نیز برای مدت سه سال توسط پارلمان انتخاب خواهد شد.
در دسامبر ۲۰۰۷ مارکوس استیون با رای اعتماد مجلس به ریاست جمهوری نائورو رسید. با این حال بعضاً تغییرات مکرری در حکومت نائورو رخ می‌دهد که این تغییرات بدون برگزاری انتخابات صورت می‌گیرد.

## نظام رای‌گیری
۱۹ کرسی اعضای پارلمان نائورو از طریق نظام دودال انتخاب می‌شوند (پارلمان نائور دارای یک مجلس مقننه است و … شمارش بوردا در زبان بومی «سیستم دودال» شناخته می‌شود)، با تغییر اعشاری در شمارش ترجیحی بوردا. رأی دهنده باید رتبه‌بندی کلیه نامزدها را به ترتیب اولویت (رأی‌گیری ترجیحی) ببینید سپس هر رای با فرمول 1 / n، محاسبه می‌شود؛ و طبق ترتیب رتبه‌بندی، شمارش می‌شود. به عنوان مثال، نامزد رتبه اول یک امتیاز را کسب می‌کند، کاندیدای دوم نصف امتیاز را و به ترتیب، کاندیدای سوم یک سوم امتیاز را به دست می‌آورد و غیره. هر رأی قانونی برای تعیین نمره اعشاری برای هر نامزد جمع می‌شود. به عنوان مثال، در ژوئن ۲۰۱۰ انتخابات پارلمان نائورو، رئیس‌جمهور وقت، مارکوس استفن را پس از دریافت ۳۴۹٫۶۱۷ رای اعشاری از مجموع ۶۳۰ رای، دوباره در کرسی خود باقی ماند.